# Panathinaikos Ateny (piłka siatkowa kobiet)
Panathinaikos Ateny – żeński klub siatkarski z Grecji powstały w 1969 roku z bazą w mieście Ateny. Występuje w greckiej Lidze A1.

## Sukcesy
Mistrzostwo Grecji:
- 1. miejsce (26x): 1971, 1972, 1973, 1977, 1978, 1979, 1982, 1983, 1985, 1988, 1990, 1991, 1992, 1993 (z polskim trenerem Jerzym Welczem), 1998, 2000, 2005, 2006, 2007, 2008, 2009, 2010, 2011[1][2], 2022[3], 2023[4], 2024[5]
- 2. miejsce (15x): 1974, 1975, 1976, 1980, 1981, 1984, 1986, 1987, 1994, 1995, 1997, 1999, 2001, 2003, 2015
- 3. miejsce (8x): 1989, 1996, 2004, 2012, 2014, 2016, 2017, 2020

 Puchar Grecji:
- 1. miejsce (6x): 2005, 2006, 2008, 2009, 2010, 2022[6]

 Puchar Europy Zdobywczyń Pucharów:
- 2. miejsce (1x): 2000

 Puchar Challenge:
- 2. miejsce (1x): 2009

## Kadra

### Sezon 2010/2011
- 1.  Tammy Mahon
- 6.  Elena Christodulu
- 7.  Georgia Tzanakaki
- 8.  Maria Chatzinikolau
- 9.  Atina Delaveri
- 10.  Atina Papafotiu
- 11.  Anna Karpuza
- 12.  Ksanti Milona
- 13.  Jelena Mladenović
- 14.  Olga Malusari
- 15.  Brižitka Molnar
- Stiliani Christodulu

### Sezon 2009/2010
- 1.  Elefteria Chatziniku
- 4.  Nikoletta Kutuxidu
- 5.  Fidanka Saparefska
- 6.  Eleni Christodulu
- 7.  Georgia Tzanakaki
- 8.  Maria Chatzinikolau
- 9.  Ruxandra Dumitrescu
- 10.  Foteini Papageorgiu
- 11.  Anna Karpuza
- 12.  Xanti Mylona
- 14.  Sanja Tomašević
- 15.  Brižitka Molnar